# Bahačeve
Bahačeve (ukrajinsky Багачеве) je město v Čerkaské oblasti na Ukrajině. Po administrativně-teritoriální reformě v červenci 2020 patří do Zvenyhorodského rajónu, do té doby bylo samostatným městem oblastního významu. Žije v něm přibližně 16 tisíc obyvatel. V roce 2011 v něm žilo 17 805 obyvatel.

## Dějiny
Vatutine bylo založeno krátce po druhé světové válce v roce 1947 a pojmenováno po sovětském armádním generálovi Nikolaji Vatutinovi, kterého během války smrtelně postřelili vojáci ukrajinské povstalecké armády.
Dne 3. dubna 2024 podpořil Výbor Nejvyšší rady Ukrajiny pro organizaci státní moci, místní samosprávy, regionálního rozvoje a městského plánování přejmenování města na Bahačeve.  19. září 2024 Nejvyšší rada podpořila přejmenování Vatutiného na Bahačeve.  A 26. září se inscenace stala účinnou.